# Cristián Contreras Radovic
Cristián Alejandro Contreras Radovic (Viña del Mar, 21 de diciembre de 1969), conocido por el apodo Dr. File, es un periodista, escritor, conferencista, doctor en filosofía y político chileno de origen montenegrino. Lideró el partido político Centro Unido, constituido en 2021 y disuelto en 2022.

## Biografía
Contreras nació el 21 de diciembre de 1969 en Viña del Mar, tiene una hermana menor llamada Ángela Contreras, quien es actriz. Su abuelo, Gracija Radović Ercegović (1913-1995), emigró de Montenegro (en ese entonces parte de Yugoslavia) en 1926.
Estudió en la Universidad Gabriela Mistral (1988-1999) y en la Universidad Autónoma de Barcelona en 1998.
En los años 1990 realizó su práctica profesional de periodista en La Red y se desempeñó como corresponsal de la cadena estadounidense NBC. En 1998 obtuvo un doctorado de filosofía en la Universidad Autónoma de Barcelona.
Desde la década de 2010 comenzó a realizar apariciones en diversos programas de televisión, tales como Mentiras verdaderas y La hermandad, en los cuales se hizo conocido por la divulgación de teorías conspirativas y pseudociencias.
Entre 2020 y 2021 lideró el proceso de formación del partido político Centro Unido, y manifestó intenciones de presentarse a candidato en la elección presidencial de Chile de 2021, sin embargo declinó dicha postulación y anunció su candidatura al Senado en las elecciones parlamentarias del mismo año representando a la Región Metropolitana de Santiago.
Tras ser derrotado en su candidatura senatorial ha seguido promoviendo teorías conspirativas, especialmente el negacionismo del coronavirus. Asimismo ha defendido la existencia del Plan Andinia, un bulo antisemita.

## Programas de televisión
- Mentiras verdaderas (La Red, 2017, 2018-?)[20]
- La hermandad (Chilevisión, 2017)[21]
- Las últimas horas de... (Chilevisión, 2018)[22]

## Obras publicadas
- 2005: ¿Por qué ocurrió el Big Bang?[23]
- 2009: La teoría del Big Bang y la perfección de la sabiduría[24]
- 2012: Politikon 2012: una teoría política sobre una fundación cultural en Sudamérica y el rol de Chile[25][26]